# Smart (entreprise sociale)
Pour les articles homonymes, voir Smart (homonymie).
Smart est une entreprise sociale belge fondée en 1998. Son nom était à l'origine l'acronyme de Société mutuelle des artistes, avant de s'ouvrir aux autres métiers .

## Description
L’objectif de départ était de décharger les artistes, créateurs et techniciens de la gestion administrative de leurs activités professionnelles. Smart donne le statut de salarié pendant la période où ils travaillent. Elle permet de créer une micro-structure appelée « Unité de production » en son sein, un système nettement plus aisé que de créer une asbl (association sans but lucratif) ou de devenir indépendant. La coopérative s'est ensuite ouverte aux métiers d'autres secteurs .
« En accompagnant les artistes, nous nous sommes aperçus qu’ils inventaient une nouvelle façon d’envisager le travail : très collaborative, très agile, avec une frontière poreuse entre ce qui relève du champ social et privé. Les services et les outils que nous avons développés pour eux correspondent donc en fait très bien aux attentes des nouveaux métiers » déclarait dans Le Soir Sandrino Graceffa, ancien dirigeant.
Ces nouveaux métiers sont ceux de la connaissance et du savoir, tels que journaliste, développeur de sites web, communicant, formateur, mais aussi les coursiers, agriculteurs urbains.
Pionnière en Belgique en matière d'espaces partagés de travail (coworking), Smart a développé une série de lieux de créations : la Brussels Art Factory et LaVallée à Bruxelles, le Centre de création des Belneux à Mons et le Centre de création des Tanneurs à Liège,. Ces espaces mutualisés misent sur la dynamique du partage, l’effet de proximité entre les occupants et la fertilisation croisée des projets. Après 10 ans de maintenance de ces lieux, Smart annonce se recentrer économiquement sur le travail de ses membres et se désengage de deux espaces, ceux de Mons en 2023 et de LaVallée en 2025,.
Depuis ses débuts en 1998, Smart a choisi de ne pas rémunérer du capital. Ses résultats positifs servent uniquement à développer ses services aux freelances et à constituer des réserves destinées à couvrir les risques, sans rien céder sur la protection sociale de ces travailleurs.

## Histoire
Smart est une entreprise sociale belge fondée en 1998,.
En 2009, l'entreprise aide la création d’une entreprise sociale aux buts similaires en France et dans plusieurs pays européens,.
En 2015-2016, plus de 2 000 personnes se sont réunies autour d’un processus de changement intitulé « Smart in Progress ». Les recommandations et les écrits issus de ces rencontres et réflexions ont servi de base pour amorcer le passage de Smart sous forme de coopérative, qui est effectif depuis janvier 2017.
« Les valeurs de coopération constituent une des essences de Smart. Si elles se vivent au quotidien dans une multitude de projets, il est vrai qu’il y a une conscientisation à l’intérêt collectif qu’il faut travailler de manière permanente, ce qui est un des grands enjeux de ce passage en coopérative. » explique le périodique Econosoc.
En 2016, Smart comptait 72 000 membres et 80 000 donneurs d’ordres. Entre 1998 et 2023 en Belgique, Smart a accompagné plus de 90 000 personnes dans leur travail autonome.

## Au cœur de l’économie sociale
Au fil du temps, Smart est devenue une entreprise importante dans le secteur de l’économie sociale en Belgique. Cet engagement est récompensé par l’attribution en 2007 du prix d’économie sociale Roger Van Thournout.
Elle est reconnue comme un partenaire dans la recherche dans ce domaine par l'université de Liège, sur le portail de l'économie sociale en Belgique ou encore sur celui de la Région wallonne.
Les pouvoirs publics belges (gouvernement, Sénat, Chambre) et la presse reconnaissent Smart comme :
- organisation représentative du secteur, avec des auditions et mentions à la Chambre[20], au Sénat[21],[22], ou dans des questions parlementaires[20];
- acteur important du lobbying en matière de droit social et fiscal des artistes[23],[15],[24];
- expert en matières économique et sociale dans le champ de la création[25],[26],[27].

Son action et son expertise sont également reconnues au niveau européen. Suzanne Capiau, avocate et chercheuse spécialisée en la matière, cite Smart en tant qu'organisation représentative dans son étude commandée en 2006 par l'Union européenne.

## Polémique en France
En 2020, la coopérative aurait salarié 3 100 entrepreneurs en France.
En octobre 2020, le compte employeur de Smart France sur l'agence pour l'emploi, Pôle Emploi, est radié après des investigations menées par l'organisme public pour des suspicions de fausses déclarations au chômage. Cette situation affecte pas moins de 4 000 intermittents du spectacle qui avaient la possibilité de perdre la protection offerte par le modèle coopératif proposé par Smart-France et sa filiale La Nouvelle Aventure.
Dans Télérama, Smart France et l'organisation de La Nouvelle Aventure (les deux structures mises en cause) pointent « une procédure violente » construite autour d'« arguments fallacieux », et questionnent ce qui leur apparaît comme un « droit de vie ou de mort » exercé par Pôle Emploi aux dépens d'une entreprise. Cette décision poserait la question du rejet des nouveaux modèles d'économie sociale et solidaire, telles ces coopératives dont les membres, artistes ou techniciens des arts, sont simultanément sociétaires et salariés.
Mais d'après l'agence française, Smart France prend la place du « vrai » employeur censé prendre en charge toutes les démarches administratives liées au contrat de travail avec l’artiste. Ainsi, le fonctionnement de la coopérative est assimilé à du portage salarial. Or, la réglementation du pays de l’assurance chômage interdit le recours à ce type de sociétés de service dans les branches du spectacle.
L'Humanité décrit une « attaque contre les artistes et techniciens, mais aussi contre le modèle coopératif ». La section CGT de Smart France s'y inquiète ouvertement des conséquences désastreuses que cette décision de Pole Emploi aura provoquées pour 4000 techniciens et artistes confrontés à un délai de 30 jours pour se trouver une autre solution. Un conseiller de l'entreprise résumait : « derrière cette attaque, il y a cette vieille idée que notre système est néfaste à l’intermittent du spectacle. Pourtant, on y contribue en donnant accès au salariat [...] à des artistes ou techniciens qui auraient [sinon] dû recourir à l’auto-entrepreneuriat ou au travail non déclaré ».

## Entreprises partagées aux buts similaires en Europe
- Allemagne : Berlin, Brème
- Autriche⁣ : Vienne
- Belgique : Anvers, Bruxelles (siège), Charleroi, Gand, Liège, Mons, Namur, Tournai
- Italie : Milan, Rome[8]
- Suède : Stockholm